# Елісон Пілл
Елісон Пілл (англ. Alison Pill) — канадська акторка. Розпочала свою кар'єру як дитина-актор у віці 12 років, знімаючись у численних фільмах та телесеріалах. Вона перейшла на дорослі ролі, і її прорив відбувся з телевізійним серіалом «Книга пророка Даниїла». Також знімалася в проєктах: «Американська історія жаху», «Зірка сцени», «Вибивайло» та інші.
Народилася 27 листопада 1985 року в Торонто, Канада.

## Вибіркова фільмографія
- 2004 — «Зірка сцени» / Confessions of a Teenage Drama Queen — Елла
- 2004 — «Проста правда» / Plain Truth — Кеті Фітч
- 2006 — «Книга пророка Даниїла» (телесеріал) / The Book of Daniel — Грейс Вебстер
- 2008 — «Гарві Мілк» / Milk — Енн Кроненберг
- 2009 — «Пацієнти» / In Treatment — Ейпріл
- 2010 — «Скотт Пілігрим проти світу» / Scott Pilgrim vs. the World — Кім Пайн
- 2010 — «Стовпи землі» / The Pillars of the Earth — Мод
- 2011 — «Опівночі в Парижі» / Midnight in Paris — Зельда Фітцджеральд
- 2012—2014 — «Новини» / The Newsroom — Меггі Джордан
- 2013 — «Крізь сніг» / Snowpiercer — вчителька
- 2014 — «Кутіс» / Cooties — Люсі Маккормік
- 2015 — «У фокусі» / Zoom — Емма Бойлз
- 2016 — «Небезпечна гра Слоун» / Miss Sloane — Джейн Моллоу
- 2017 — «Американська історія жаху: Культ» (телесеріал) / American Horror Story: Cult — Айві Мейфер-Річардс (7 сезон)
- 2018 — «Влада» / Vice — Мері Чейні
- 2020 — «Зоряний шлях: Пікар» (телесеріал) — д-р Агнес Джураті
- 2020 — «Розроби» (мінісеріал) / Devs — Кеті
- 2021 — «Вони» (телесеріал) / Them — Бетті Вендел